# Hannes Grossmann

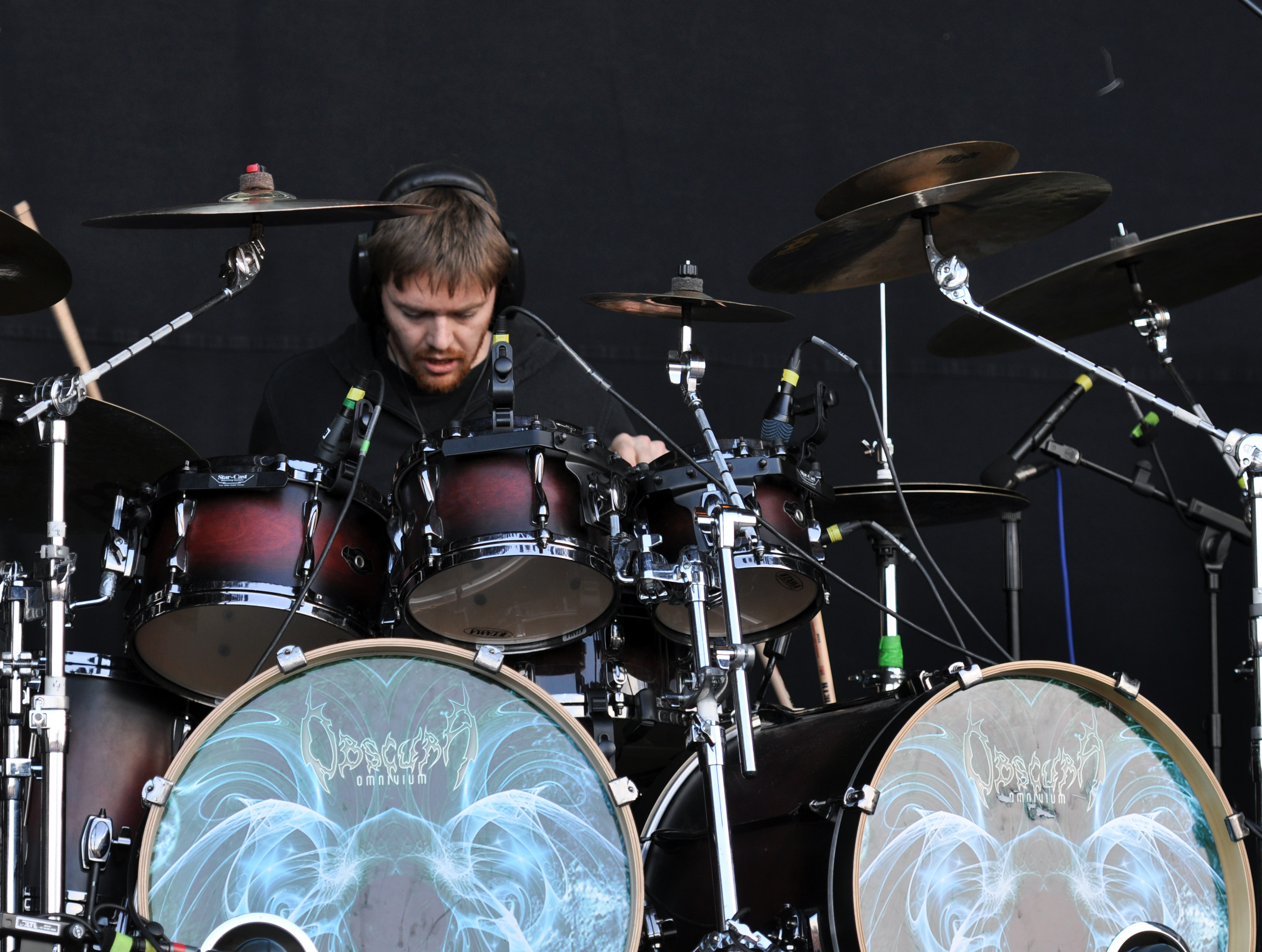
Hannes Grossmann, 2013

Hannes Grossmann, bürgerlich Johannes Großmann (* 8. September 1982 in Bayreuth), ist ein deutscher Metal- und Progressive-Rock-Schlagzeuger.

## Leben
Großmann wuchs in einer musikalischen Familie auf. Er begann nach eigenen Angaben im Alter von acht Jahren mit dem Klavier- und mit zehn Jahren mit dem Schlagzeugspiel. Er besuchte das Wirtschaftswissenschaftliche und Naturwissenschaftliche Gymnasium der Stadt Bayreuth und studierte an der Friedrich-Alexander-Universität Erlangen-Nürnberg. Er lebt in Nürnberg.
Großmann spielte unter anderem von 2003 bis 2007 Schlagzeug bei Necrophagist und von 2007 bis 2014 bei Obscura. Er war zwischen 2010 und 2020 bei Blotted Science und seit 2011 auch bei Terrestrial Exiled aktiv. Mitte 2014 gründete er gemeinsam mit den Ex-Obscura-Mitgliedern Christian Münzner und Linus Klausenitzer sowie Danny Tunker, bekannt als Gitarrist von Aborted, God Dethroned, Prostitute Disfigurement oder Spawn of Possession, und dem Komponisten und Musiker Florian Magnus Maier alias „Morean“ die Band Alkaloid. Seit 2013 veranstaltet er auch mit Sebastian Lanser im gemeinsamen Duo-Projekt Drum Illuminati Workshops mit dem Schwerpunkt Doublebass- und Contemporary-Heavy-Drumming.
2014 veröffentlichte Großmann sein erstes Soloalbum mit dem Titel The Radial Covenant, auf dem ihn bekannte Gastmusiker wie Jeff Loomis, Christian Münzner, Ron Jarzombek oder Per Nilsson unterstützten. Seit 2015 spielt er zudem bei The Fractured Dimension.